# Бахмацька сотня
Бахмацька сотня — адміністративно-територіальна і військова одиниця Ніжинського полку Гетьманщини, і коротко — Борзнянського. Створена 1648 року. Центр сотні — містечко Бахмач (нині — центр Бахмацької громади Чернігівської області).

## Історія
Бахмацька сотня на початку існування кілька разів змінювала адміністративну приналежність: у жовтні 1649, згідно Зборівської угоди, був ліквідований Борзнянський полк, а Бахмацька сотня увійшла до Чернігівського полку. Після 1654 сотня належала до Ніжинського полку. Тоді в її складі були значні козацькі міста — Курінь, Старий Бахмач, Великий Самбір.
Згодом, короткотерміново (1654–1655), знов у відновленому Борзнянському полку. А вже з 1655 і до анексії Гетьманщини Московською державою (1782) — у Ніжинському полку. 
Парадокс адміністрування Бахмацької сотні полягає в тому, що її територія належала до двох різних благочинь Чернігівської єпархії — Борзенської (туди належали парафії села Городище та міста Бахмач) та Конотопської (Спасівська парафія села Тиниця).
У XVIII столітті (приблизно з 1750-х) сотня мала власну печатку з гербом: в овальному щиті, увінчаному шоломом з короною й наметом, - шестикутна зірка, під якою напис: "ПЄЧАТЬ СОТЄНАЯ БАХМАЦКАЯ".
Після анексії Гетьманщини та ліквідації Бахмацької сотні, територія включена до Коропського повіту  Новгород-Сіверського намісництва Російської імперії, а тепер перебуває у складі Бахмацької громади Ніжинського району Чернігівської області та частково — Конотопського району Сумської області України.
Історію Бахмацької сотні досліджує краєзнавець Михайло Виноградов, депутат Бахмацької міської ради.

## Специфіка сотні
Роль Бахмацької сотні в історії Гетьманщини визначалася її близькістю до столиці — міста Батурин. На її території знаходилася одна з непублічних резиденцій Гетьмана Івана Мазепи, де українська влада почувалася у безпеці від тотального московського шпіонажу, який існував у столиці. На території Бахмацької сотні особисто Іван Мазепа приводив до присяги на Євангелії членів Генеральної військової канцелярії на вірність королю Швеції Карлу ХІІ, а також тут проводив дипломатичні переговори з представниками європейських держав Пилип Орлик.

## Сотенна старшина
Серед сотенних старшин найбільш відомі представники родин Барановських, Романовичів, Яновичів та Боровських. Останні були споріднені з родиною Гетьмана Івана Самойловича і заснували відому священичу династію, яка до кінця XIX століття жила у сотенному містечку Голінка сусіднього Прилуцького полку.

## Сотники
- Омелянович Пантелеймон (1649).
- Тищенко Павло Семенович (1654–1662).
- Пащенко Яків (1672).
- Романович Степан (1695–1700).
- Савицький Самійло (1700).
- Гелега Степан (1709).
- Боровський Семен Степанович (1709–1710).
- Троцький Кирило Трохимович (1710–1713).
- Боровський Семен Степанович (1716–1722).
- Галищенко Андрій (1722-1723).
- Налітовський Данило (1724-1726, н.).
- Покотило Василь (1728–1743).
- Понявський Іван (1736, н.).
- Страшний Василь Данилович (1737, 1740, н.).
- Барановський Андрій Іванович (1743–1752).
- Забіла Кирило Васильович (1752-1757).
- Янович Михайло Осипович (1757–1768).
- Хильчевський Тимофій Іванович (1768, н.).
- Янович Михайло Осипович (1770–1782).

## Населені пункти
- Бахмач, містечко;
- Городище, село;
- Григорівка, село (у Бахмацькій сотні з середини 18 століття);
- Курінь, село;
- Тиниця, село.